# Marina de la Defensa Nacional
La Marina de la Defensa Nacional è la componente navale delle forze armate dello Stato centroamericano del Guatemala.
Costituita nel 1959 e impiegata nelle operazioni di controguerriglia della lunga guerra civile in Guatemala, la Marina guatemalteca si sviluppò come una piccola forza di sorveglianza costiera, dotata di alcuni limitati reparti anfibi per le operazioni nei fiumi e nei laghi del Guatemala. Anche dopo la conclusione delle ostilità nel 1996 la consistenza della Marina non va oltre quella di una modesta guardia costiera, destinata al contrasto dei traffici illeciti e al mantenimento della legge nella acque costiere e nella zona economica esclusiva nazionale.

## Storia

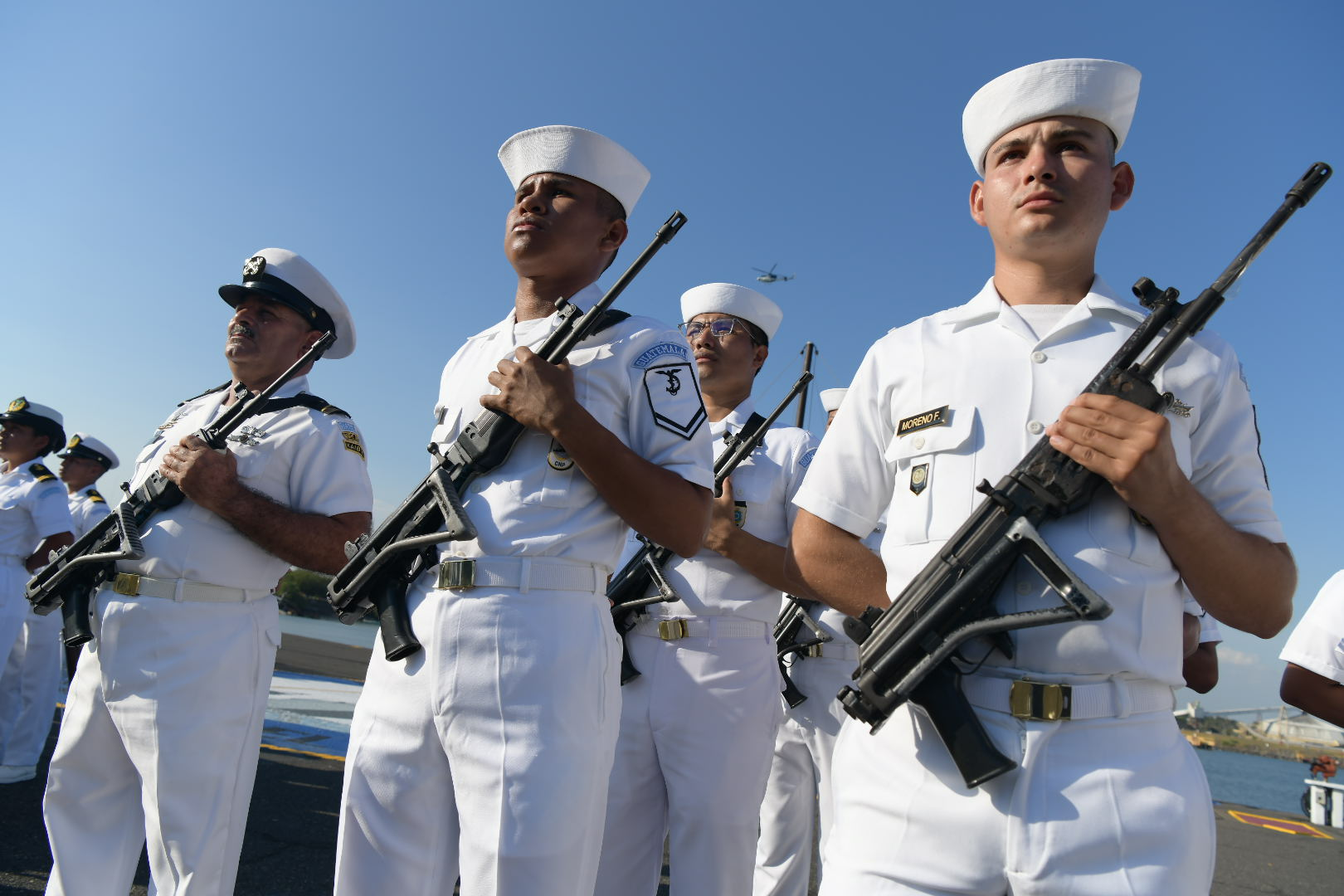
Marinai guatemaltechi durante una cerimonia nel 2023

Pienamente indipendente dal 1839 dopo la dissoluzione della Repubblica Federale del Centro America, il Guatemala si ritrovò a possedere una linea costiera lunga 400 chilometri affacciata sull'oceano Pacifico a ovest, oltre a un più ristretto affaccio sul Mar dei Caraibi tramite il golfo dell'Honduras a est; anche così, le forze armate del paese dedicarono scarsissimo interesse alla formazione di una componente navale, limitandosi a militarizzare quando necessario quale bastimento civile o impiegando modeste unità per i servizi doganali di frontiera. Fu necessario attendere il 1959 perché le Fuerzas Armadas de Guatemala dessero vita a una "Fuerza de Mar", con base a Santo Tomás de Castilla sul Mar dei Caraibi: la creazione della forza fu dovuta almeno in parte agli eventi della concomitante "Rivoluzione cubana" e alla paura di uno sbarco in Guatemala, alla maniera di quanto avvenuto a Cuba, di dissidenti di sinistra ostili ai governi dittatoriali militari insediatisi dopo il colpo di Stato del 1954, i quali avevano per questo varato un ampio piano di rafforzamento delle forze armate guatemalteche con l'aiuto e la direzione degli Stati Uniti d'America. L'opposizione ai governi militari avrebbe del resto portato allo scoppio, nel 1960, di una violenta guerra civile in Guatemala, proseguita fino al ripristino di un sistema democratico nel 1996.
Gli statunitensi collaborarono alla creazione della Fuerza de Mar guatemalteca fornendo addestramento al personale nonché il primo naviglio in uso: tre baleniere convertite all'uso militare e il cacciasommergibili da 310 tonnellate di dislocamento José Francisco Barrundia, un'unità della classe Jägaren costruita negli anni 1930 e acquistata di seconda mano dopo la dismissione dalla Marina svedese. La consistenza delle forze navali guatemalteche crebbe lentamente, arricchendosi tra il 1965 e il 1981 di una decina di motovedette di costruzione statunitense e di un mezzo da sbarco tipo LCM ceduto di seconda mano dalla United States Navy; l'ampliamento dell'organico della "flotta" consentì l'apertura di una base navale anche sulla costa del Pacifico a Sipacate nel 1972, spostata poi a Puerto Quetzal nel 1983. Radiato già nel 1964 l'obsoleto cacciasommergibili Barrundia, l'"ammiraglia" della Marina guatemalteca divenne il Kukulkan, un modesto guardacoste da 110 tonnellate consegnato dai cantieri statunitensi nel 1976. Per l'impiego contro i guerriglieri di sinistra nella guerra civile, negli anni 1970 la Fuerza de Mar attivò un battaglione di fanteria di marina, specializzatosi in operazioni di controinsorgenza lungo i fiumi del paese ed equipaggiato con una dozzina di motovedette fluviali e due piccoli mezzi da sbarco.

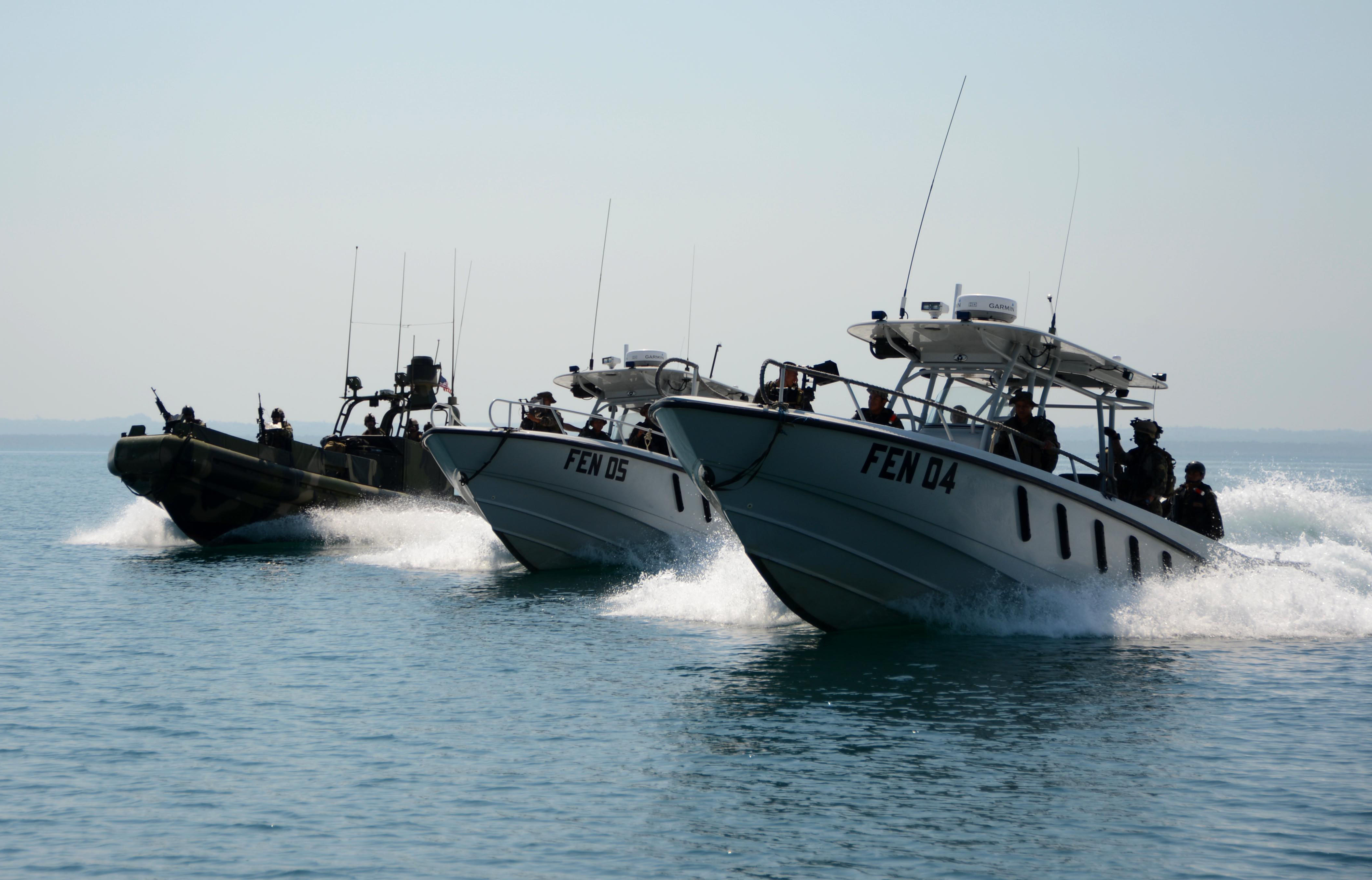
Motovedette guatemalteche in esercitazione nel 2013

Alla fine della guerra civile nel 1996 la Marina militare guatemalteca, dal 1989 rinominata "Marina de la Defensa Nacional", annoverava un organico di 1250 uomini compresi 700 fanti di marina. Il naviglio in uso era tuttavia ridotto al guardacoste Kukulkan, una decina di motovedette, due mezzi da sbarco e circa 40 imbarcazioni leggere per l'impiego nelle acque interne; l'unico acquisto significativo di nuovo naviglio si ebbe solo nel 2019 quando venne messo in servizio il Queztal, un mezzo da sbarco tipo LCU da 575 tonnellate costruito in Colombia. Nel dopoguerra alla Marina fu destinato principalmente il compito di sorvegliare le regioni costiere e la zona economica esclusiva della nazione, ampia 114000 chilometri quadrati e interessata da estesi fenomeni di traffico di droga via mare; la Marina assunse anche i compiti di una guardia costiera, sorvegliando le attività di pesca, garantendo il rispetto delle leggi di navigazione guatemalteche e svolgendo attività di ricerca e soccorso in mare.

## Struttura
Dal quartier generale della Marina (Comandancia de la Marina de la Defensa Nacional) dipendono due regioni militari: il Comando Naval del Pacífico, con basi a Puerto San José, Puerto Quetzal e Champerico, e il Comando Naval del Caribe con basi a Santo Tomás de Castilla, Puerto Barrios e Livingston; vi è anche un comando lacustre a Santiago Atitlán per le operazioni sul lago Atitlán, mentre la Brigada de Infantería de Marina, che riunisce tutti i reparti terrestri e i mezzi anfibi della Marina, ha il suo quartier generale a Puerto Barrios. Nel 2008 venne costituita un'unità di forze speciali navali (Fuerzas Especiales Navales), con sede a Puerto Quetzal e specializzata nella lotta ai narcotrafficanti; dal 2017 l'unità è posta alle dirette dipendenze dello stato maggiore generale della difesa.